# 라시드웃딘

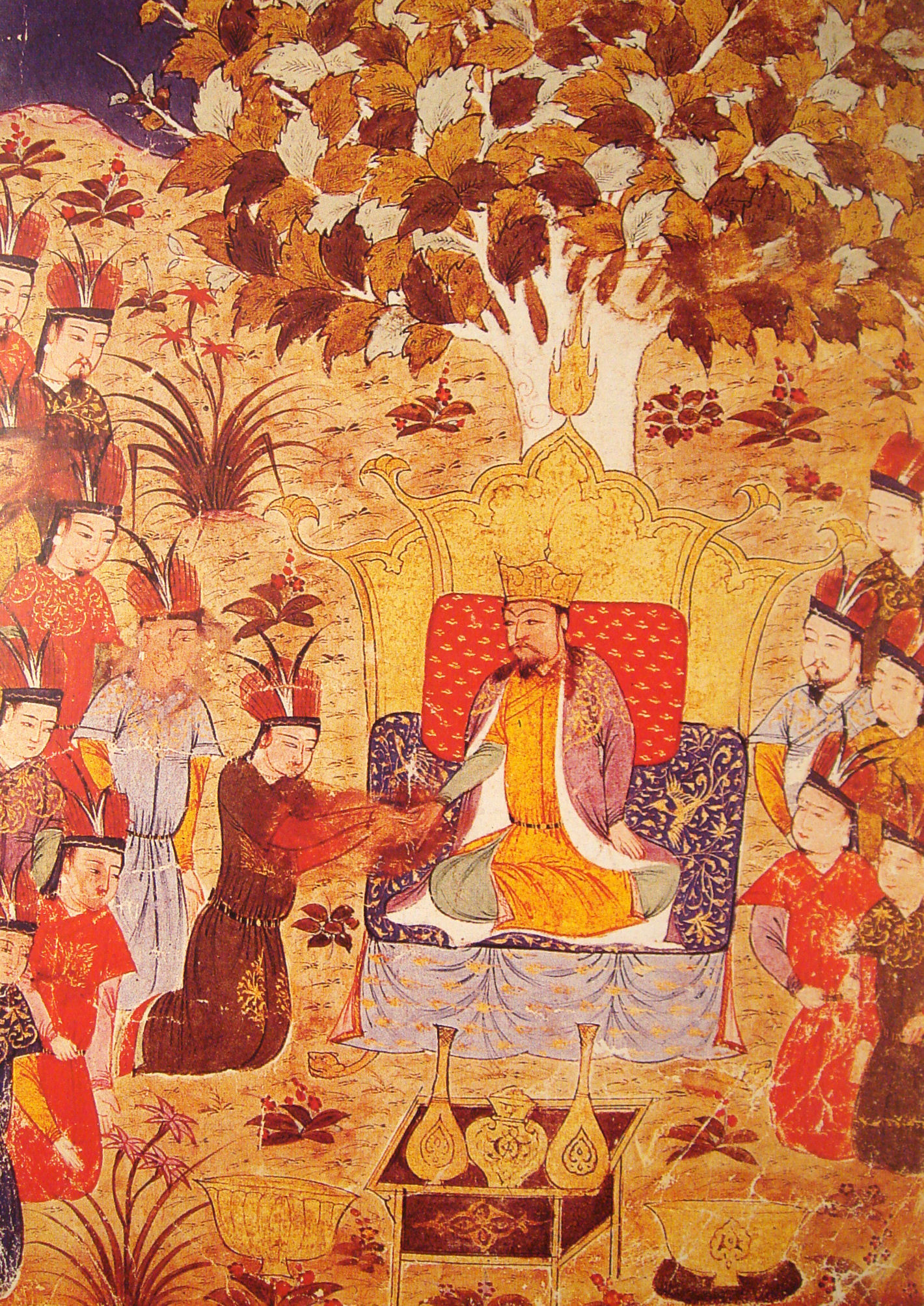
칭기즈 칸(가운데). 14세기 초 랏시드웃딘의 그림

라시드 알딘 파들알라 하마다니 (1250년 ~ 1318년)(페르시아어: رشیدالدین فضل‌الله همدانی Rashīd al-Dīn Faḍl Allāh Abū al-Khayr Hamadān), 일명 라시드 알타비브 알하마다니(‘하마단 출신의 의사 라시드’라는 의미이다)는 의사, 박식가, 역사가이다. 역사가로서 그의 대표작은 페르시아어로 쓰여진 《연대기의 집성》(Jami al-Tawarikh. 일명 《집사》[集史]) 으로, 몽골, 중국, 인도, 아랍, 투르크, 페르시아 등 여러 종족의 역사를 집대성한 것이다. 1980년, 삽화가 포함된 이 책의 아랍어 사본은 소더비즈에서 나세르 다비드 할릴에게 850,000 파운드의 가격으로 팔렸는데, 해당 언어로 쓰여진 책의 가격으로는 전무후무한 것이었다.
그의 문화에 대한 지식은 몽골고원에서 중국, 페르시아, 아랍, 유럽에 이르는 방대한 것으로, 지금은 존재하지 않지만 몽골시대 후기에는 존재했던 ‘원자료’들에서 보충된 것이다. 라시드 알딘의 필치는 당대의 경향과 다르게 간결한 것으로 정평이 나있다. 또한 그의 저작들은 동방과 서방의 지식·종교·문화의 교환을 활성화하는 결과를 가져왔다. 모리스 로사비는 라시드 알딘을 “의심할 여지 없이 몽골지배기의 페르시아에서 가장 돋보이는 인물”이라 평했다.

## 삶
라시드 알딘의 할아버지 무와팍크 알다울라와 아버지 이마드 알다울라, 삼촌 라이스 알다울라는 1256년에 알라무트의 암살단파가 훌레구에게 항복할 때 성채에서 내려온 사람들이다. 당시 6세였던 그 역시 가족들과 함께 알라무트에 있었던 것으로 추측된다. 그의 가족이 유태인이라는 설이 있는데, 이에 따르면 그는 30세 즈음에 이슬람을 받아들였다.
라시드 알딘은 하마단에서 태어나 가전의 의술을 익혔다. 그는 훌레구의 맏아들 아바카의 궁정에 의사로서 출사하였고, 마흐무드 가잔의 치세기인 1297~98년에는 국사를 담당하고 국가의 재정을 총괄하는 재상이 되었다. 가잔 칸은 라시드 알딘을 내세워 개혁정책을 추진했다. 또, 가잔 칸은 라시드 알딘에게 몽골의 역사를 책으로 집필할 것을 명령했는데, 이것이 《연대기의 집성》의 시작이다.
가잔 칸이 사망하고 그의 동생인 울제이투가 칸으로 즉위한 뒤에도 라시드 알딘은 재상직을 수행했다. 이때 그의 영향력은 대단했다. 또, 울제이투 칸은 술타니야를 그의 여름 수도로 삼아 대대적으로 그곳을 개발했는데, 라시드 알딘 역시 그 근교에 모스크, 학교, 병원을 비롯한 1,000호 이상의 가옥을 건설하고, 그 자신의 이름을 따서 그곳을 ‘라시디야’라고 불렀다. 그러나, 이와 같이 그의 영향력이 커져감에 따라 그가 천거한 동료 타즈 알딘 알리샤와 사이가 멀어졌다.
울제이투가 죽고 그의 어린 아들 아부 사이드가 그의 직위를 계승한 뒤에 두 사람의 갈등은 더욱 커졌다. 라시드 알딘은 아미르 추판의 꼬임에 넘어가 1317년 10월 관직에서 사퇴했다. 하지만 그의 경쟁자 타즈 알딘 알리샤는 라시드 알딘을 울제이투 칸을 독살했다는 죄명으로 고발했고, 라시드 알딘은 1318년 7월 17일에 처형당했다.

## 저작들
라시드 알딘은 몽골제국이 성취한 정치적 통합을 배경으로 세계 각지의 지식과 정보를 수집·번역하여 다양한 학문 분야에 대한 서적들을 번역하거나, 집필하여 발행했다.

### 연대기의 집성
《연대기의 집성》은 역사서로, 총 3부로 구성되어 있다. 이 책은 세계의 주요한 종족들의 역사를 망라적으로 서술했기 때문에 최초의 세계사라는 의미를 지니게 되었다.
가잔 칸은 라시드 알딘에게 몽골제국의 역사를 집필할 것을 명령했다. 몽골제국사는 가잔 칸이 사망한 뒤인 울제이투 칸의 치세 초기인 1306년에 완성되었는데, 울제이투는 이 책을 《가잔의 축복받은 역사》(Tārīkh-i mubarak-i Ghāzānī, 일명 《가잔사》)라 이름붙였다. 그리고 울제이투는 라시드 알딘에게 당시 세계의 주요한 종족들의 역사도 추가로 편찬할 것을 의뢰했다. 라시드 알딘은 이 명령을 받들여 세계 주요 종족들의 역사와 각 지역의 지리를 상술한 저작을 저술하였다(각각 《세계민족지》, 《세계지리지》). 이 책들은 이미 완성된 《가잔사》와 합쳐져 《연대기의 집성》을 구성하게 되었다. 이 책은 1310년 내지 1311년에 완성되어 울제이투에게 바쳐졌다. 하지만 현재 제 3부에 해당하는 《세계지리지》는 유실되어 찾아볼 수 없다.
이 책에서 라시드 알딘은 이전의 무슬림 학자들과는 다른 견해를 상당수 보이고 있는데, 이에 대해서는 라시드 알딘이 유대인 출신이었기 때문이라고 추측하는 학자들도 있다.

### 흔적과 소생
《흔적과 소생》(Āthār wa ahyā)은 일종의 박물지로, 24장으로 이루어져 있다. 동물, 식물, 광물, 건축, 금속 등을 주제로 다루었다. 이 책은 중국, 인도, 중동 지역의 농작물에 대해 자세히 다루고 있다. 이 책의 중국의 작물과 농법에 대한 서술은 원나라가 1273년에 편찬한 《농상집요》(農桑輯要)에 기초했을 것으로 추측된다. 당시 일 칸의 조정에는 《농상집요》의 편찬을 담당하던 대사농(大司農)의 책임자로 있었던 볼라드 칭상이 있었기 때문이다.

### 보감
《보감》(Tangsūq-nāma; 寶鑑) 은 중국 서진(西晉)의 명의 왕숙화(王叔和)가 지은 중국 고대의 의서, 《맥경(脈經)》을 페르시아어로 번역한 책이다. 라시드 알딘은 이 책에 긴 서문을 붙였다.

## 참고 서적

### 국문
- 김호동. (2002). 〈해설〉. 《부족지》. 서울: 사계절.
- 김호동. (2009). 〈라시드 앗 딘의 《集史》 解題〉. Retrieved from 중앙유라시아 문명아카이브.
- 김호동. (2010). 〈세계사의 탄생〉.《몽골제국과 세계사의 탄생》(pp.195-250). 파주: 돌베개.
- 스기야마 마사아키. (1999). 《몽골 세계제국》. 서울: 신서원.
- 토마스 알슨. (2010). 〈몽골제국사 회고와 전망〉. 《외국학계의 정복왕조 연구 시각과 최근 동향》(pp.125-146). (유광훈, 옮김) 서울: 동북아역사재단.

### 영문
- 브리태니커 백과사전의 항목: “Rashīd ad-Dīn”
- Charles Melville. (2008). “JĀMEʿ AL-TAWĀRIḴ.” Encyclopaedia Iranica, Online Edition. available at .
- Morris Rossabi. (1993). “Introduction.” Genghis Khan: His Life and Legacy(pp. 10-28). Oxford: Blackwell.(원서출판 1983).